# Skansdals fornborg
Skansdals fornborg ligger i Viby socken i Hallsbergs kommun i Närke. Fornborgen är belägen på ett högt berg cirka 350 meter nordnordväst om Norra Dovrasjöns norra strand, nära en ravin med sankmark. Borgen, som upptäcktes 1983, är ca 120 x 90 meter stor och avgränsas av stup och branta sluttningar i öster, söder och väster samt svaga sluttningar i norr och nordväst. Där finns också en vall, cirka 75 meter lång, 2-3 meter bred och 0.2-1 meter hög. En bit från vallen finns en mindre stenmur. 
I närheten finns två andra fornborgar. 